# Freeman J. Dyson
Freeman J. Dyson (anglès: Freeman Dyson)  (Crowthorne, 15 de desembre de 1923 - Princeton, 28 de febrer de 2020) FRS fou un físic i matemàtic anglès.
Va treballar per al British Bomber Command durant la Segona Guerra Mundial. Una vegada finalitzada la guerra, es va traslladar a Princeton (USA) i es nacionalitzà estatunidenc.
En els anys que van seguir la guerra, Dyson va demostrar l'equivalència de les formulacions de la electrodinámica quàntica de Richard Feynman amb les desenvolupades per Julian Schwinger i Sin-Itiro Tomonaga.
Entre 1957 i 1961, va treballar en el Projecte Orió que pretenia el vol espacial usant la propulsió nuclear. Es va construir un prototip, però la Declaració per a l'Ús Pacífic de l'Espai de l'ONU va prohibir qualsevol tipus d'explosió nuclear en l'atmosfera i més enllà, cosa que va provocar l'abandó del projecte.
Dyson va teoritzar sobre la possibilitat que una societat avançada pogués envoltar per complet una estrella, mitjançant núvols d'asteroides, per a maximitzar la captura de l'energia que emet, cosa que s'ha denominat esfera de Dyson.
També va proposar l'arbre de Dyson, una planta dissenyada genèticament per a créixer en un estel. Els estels podrien omplir l'espai buit amb una atmosfera respirable i així podrien adaptar-se hàbitats per a la humanitat en altres sistemes solars.
Dyson va publicar col·leccions d'especulacions i observacions sobre la tecnologia i el futur: Mons imaginats, D'Eros a Gaia, o Pertorbant l'Univers.
Des de 2003 Dyson fou president del Space Studies Institute, l'organització fundada per Gerard K. O'Neill. Estava casat amb Esther Dyson i era pare de l'historiador de la tecnologia George Dyson.
Va ser premiat amb la Medalla Max Planck el 1969. Va rebre el 2000 el Premi Templeton per al Progrés en la Religió, perquè els seus escrits sobre el significat de la ciència i la seva relació amb altres disciplines, especialment la religió i l'ètica, han desafiat a la humanitat a conciliar la tecnologia i la justícia social.
Dyson era membre de l'American Physical Society, de la National Academy of Sciences dels Estats Units i de la Royal Society de Londres.
Va escriure també obres científiques per al públic en general. Infinite in All Directions (Infinit en totes direccions) (1988) és una meditació filosòfica, basada en les Conferències Gifford de Dyson sobre la Teologia Natural pronunciades en la Universitat d'Aberdeen a Escòcia. Disturbing the Universe (1979) és una galeria de retrats de gent que ha conegut durant la seva carrera com científic. Weapons and Hope (1984) és un estudi dels problemes ètics de la guerra i la pau. Origins of Life (Els orígens de la vida) (1986, 2d ed., 1999) és un estudi d'un dels principals problemes no resolts de la ciència. The Sun, the Genome and the Internet (El Sol, el Genoma i Internet) (1999) aborda la qüestió de si la tecnologia moderna podria ser utilitzada per a reduir la bretxa entre rics i pobres en lloc d'ampliar-la.